# Herzog von Béjar

Wappen der Herzöge von Béjar

Der Herzog von Béjar ist ein Angehöriger des spanischen Hochadels. Der Titel wurde 1485 von Königin Isabella I. an Álvaro de Zuñiga y Leiva vergeben, Herr von Béjar und Gibraleón. Der Titel wird heute von Pedro de Alcántara Roca de Togores y Salinas (* 1944), dem  20. Duque de Béjar, geführt.

## Herzöge von Béjar
- Alvaro de Zuñiga y Leiva (um 1410–1488) dessen Sohn, 1485 1. Duque de Béjar; ⚭ I Leonor Manrique de Lara (Haus Manrique de Lara); ⚭ II Leonor Pimentel
- Alvaro de Zuñiga y Guzman (* um 1460), 2. Duque de Béjar, 1. Marqués de Gibraleón, Sohn von Pedro de Zuñiga y Manrique, 1. conde de Ayamonte (um 1430–1488), und damit Enkel des 1. Herzogs; ⚭ Maria de Zuñiga
- Teresa de Zuñiga Guzman y Manrique (um 1500–1565), 3. Duquesa de Béjar, Marquesa de Gibraleón, Tochter von Francisco de Zuñiga y Guzman, 1. marqués de Ayamonte (* um 1460), und damit Nichte des 2. Herzogs; ⚭ Francisco de Sotomayor, 5. conde de Belalcázar, vizconde de la Puebla de Alcocer
- Francisco de Zúñiga Sotomayor (* um 1530), deren Sohn, 4. Duque de Béjar; ⚭ I Guiomar de Mendoza y Aragon; ⚭ II Brianda Sarmento de La Cerda
- Francisco Diogo Lopez de Zúñiga Sotomayor y Mendoza (* um 1560), dessen Sohn, 5. Duque de Béjar, Marqués de Gibraleón; ⚭ María Andrea de Guzmán y Sotomayor
- Alonso Diogo Lopez de Zuniga Sotomayor de Guzman (1580–1620), dessen Sohn, 6. Duquede Béjar; ⚭ Juana Hurtado de Mendoza y Enriquez
- Francisco Diogo Lopez de Zuñiga Sotomayor y Guzman (* um 1600), 7. Duque de Béjar; ⚭ I Ana de Mendoza, Duquesa de Mandas; ⚭ II Francisca Tellez-Giron
- Alonso Lopez de Zuniga (* um 1615), dessen Sohn, 8. Duque de Béjar, 11. Conde de Belalcazar; ⚭ Vitória Ponce de Leon
- Juan Manuel de Zúñiga Sotomayor y Mendoza (* um 1620), dessen Bruder, 9. Duque de Béjar, 8. marqués de Gibraleón, 11. conde de Belalcázar, 10. conde de Bañares, vizconde de la Puebla de Alcócer; ⚭ Teresa Sarmiento de Silva y Fernandez de Hijar (* 1631)
- Manuel Diego Lopez de Zuñiga Sotomayor y Silva (* um 1640), dessen Sohn, 10. Duque de Béjar; ⚭ María Alberta de Portugal y Borja
- Juan Manuel de Zuñiga Sotomayor y Castro (* um 1670), dessen Sohn, 11. Duque de Béjar; ⚭ I Maria Pimentel de Zuñiga; ⚭ II Manuela de Toledo Moncada y Aragon; ⚭ III Rafaela de Castro Portugal y Centurion; ⚭ IV Mariana de Borja y Centellas
- Joaquín Lopez de Zuñiga Sotomayor y Castro (1715–1777), dessen Sohn, 12. Duque de Béjar, Marqués de Gibraleón; ⚭ I Léopoldine Elisabeth Charlotte de Lorraine, Mademoiselle de Pons (* 1716), Tochter von Charles Louis de Lorraine, Prince de Pons; ⚭ II María Antónia Gonzaga y Caraciolo (* 1735)
- María Josefa de la Soledad Alfonso-Pimentel de Borja Zúñiga Enríquez Ponce de León (1752–1834), 12. Duquesa de Arcos, Tochter von Francisco Afonso Pimentel y Borja, 14. Conde e 11. Duque de Benavente, 2. Duque de Arión; ⚭ Pedro de Alcantara Téllez-Girón y Pacheco, 9. Duque de Osuna (* 1755)
- Pedro de Alcantara Maria Tomas Tellez-Giron y Beaufort (1810–1844), Duque de Osuna y del Infantado, Sohn von Francisco de Borja Tellez-Girón y Pimentel, 10. Duque de Osuna, somit Enkel von María Josefa
- Mariano Francisco Tellez-Giron y Beaufort (1814–1882), dessen Bruder, Duque de Osuna; ⚭ Eleonore, Prinzessin zu Salm-Salm (* 1842)
- María del Rosario Téllez-Girón y Fernández de Velasco Pacheco (1840–1926) 16. Duquesa de Béjar, Tochter von Tirso Maria Tellez-Giron y Fernandez de Santillan und Bernardina María de la Visitación Fernández de Velasco Pacheco y Roca de Togores, 19. Duquesa de Escalona; ⚭ Luis Manuel Roca de Togores y Roca de Togores Carrasco y Albuquerque, 1. marqués de Asprillas (* 1837)
- Jaime Tirso Pedro Roca de Togores y Téllez-Girón (* 1862), deren Sohn, 17. Duque de Béjar
- Pedro de Alcântara Roca de Togores y Tordesillas (* Benavente, 1895–1941), dessen Neffe, 18. Duque de Béjar, Sohn von Luis Roca de Togores y Téllez-Girón, 15. Marqués de Peñafiel (1865–1936); ⚭ María Teresa Laffitte y Vázquez García de Velasco y de Pablo (* 1895)
- Pedro de Alcántara Roca de Togores y Laffitte (1918–1978), dessen Sohn, 19. Duque de Béjar; ⚭ María de la Concepción Salinas y Benjumea Medina y Malagamba (* 1916)
- Pedro de Alcántara Roca de Togores y Salinas (* 1944), dessen Sohn, 20. Duque de Béjar; ⚭ Marta Garcia

## Weblink
- Duques de Béjar (spanisch)